# دايملر بنز دي بي 605
دايملر بنز دي بي 605 هو محرك طائرات ألماني تم بناؤه خلال الحرب العالمية الثانية. تم تطوير دي بي 605 من دي بي601، وتم استخدامه من عام 1942 إلى عام 1945 في مقاتلات مسرشميت بي اف 109، والمقاتلات الثقيلة بي أف 110 ومي 210C. دي بي610.
تم استخدام إصدارات دي بي 605 المبنية بترخيص في طائرات Macchi C.205 وFiat G.55 وReggiane 2005 وبعض الطائرات الإيطالية الأخرى. كما تم استخدامه في البداية في تصميم السويدية Saab J21. تم بناء ما يقرب من 42400 دي بي 605s من جميع الأنواع.